# Bullets and Octane
Bullets and Octane är ett hårdrocksband influerat av punk. De kommer från St. Louis men håller från 1999 mest till i Kalifornien.
De har varit förband till band som Avenged Sevenfold, Stone Sour, Social Distortion, Bad Religion, Eagles of Death Metal och Flogging Molly. Deras mest kända låt är antagligen "Pirates".

## Medlemmar
Nuvarande medlemmar
- Gene Louis – sång
- Felipe Rodrigo – gitarr
- Zachary Kibbee – basgitarr
- Johnny Udell – trummor

Tidigare medlemmar
- Taylor Sullivan – basgitarr

- Brent Clawson – basgitarr
- Ty Smith – trummor
- Jack Tankersley – gitarr
- Skye Vaughan-Jayne – gitarr
- James Daniel – gitarr
- Nate Large – gitarr
- Matt Rainwater – trummor
- Kevin Tapia – gitarr
- Brian Totten – trummor
- Kevin Besignano – rytmgitarr

## Diskografi
Studioalbum
- The Revelry (2004)
- In the Mouth of the Young (2006)
- Song for the Underdog (2007)
- Bullets and Octane (2009)
- 15 (2013)
- Waking up Dead (2017)

EP
- One Night Stand Rock N' Roll Band (2003)
- Bullets 'N' Octane (2004)

Samlingsalbum
- Laughing in the Face of Failure (2009)